# Mohammed Sleem
Mohammed Sleem (Lahore?, 14 de gener de 1892 - ?) va ser un tennista i advocat indi que es feu famós per ser el primer campió indi de tennis.

## Biografia
Començà a participar en torneigs; tornejos internacionals de tennis el 1921. Així, aquell any es feu conèixer a Wimbledon on aconseguí arribar a la quarta ronda que va perdre enfront de Frank Hunter. L'any següent participà en el Campionat de l'ndia i hi guanyà el títol de campió. El 1824 a Wimbledon arribà a la tercera ronda.
També fou present als Jocs Olímpics de 1924, durant els quals va atènyer a la tercera ronda. Va participar el 1928 als tornejos de Wimbledon (fou eliminat a la primera ronda) i a Roland Garros (perdé a la quarta ronda). Tingué més èxit als tornejos de Calcuta en els quals va ser eliminat a la final el 1930 i a les semifinals el 1931.
També va participar en dobles al costat de Sidney Jacob, però van ser eliminats tots dos a la primera ronda. Continuà a jugar als campionats fins al 1934. Aquell any, la darrera vegada que va jugar a Roland Garros Sleem va aconseguir arribar fins a la quarta ronda.